# Arabská osvobozenecká armáda

Vlajka Arabské osvobozenecké armády

Arabská osvobozenecká armáda (arabsky جيش الإنقاذ العربي) byla dobrovolnická armáda, vedená Fawzím al-Kawukdžím a zřízená v roce 1948 Ligou arabských států. Bojovala proti Izraeli v první arabsko-izraelské válce. Její síla byla přibližně 6 000 mužů. V létě roku 1948 z Arabské osvobozenecké armády dezertovali někteří drúzští bojovníci, kteří se stali základem dnešního izraelského praporu Meč. V roce 1949 přestala Arabská osvobozenecká armáda existovat.